# Stendardo della Crocifissione
Lo Stendardo della Crocifissione è un dipinto a tempera su tela (212x157 cm) di Luca Signorelli, databile al 1502-1505 circa ed è collocato sull'altare della chiesa di Sant'Antonio Abate di Sansepolcro. 

## Descrizione e stile
L'opera, databile alla fase tarda dell'artista, è dipinta su entrambi i lati e mostra la Crocifissione (recto) e i Santi Antonio ed Eligio con i confratelli inginocchiati (verso), che rappresentano i committenti originari.
La Crocifissione, dalla raffinata gamma cromatica e notevolmente espressiva, mostra il Cristo sullo sfondo di un paesaggio aperto ad arte al centro con una città e lontane montagne sulla riva di un lago, mentre ai lati si trovano, come di consueto, due quinte fantasiose: un arco naturale con una ripida scaletta scavata nella pietra per salire sulla sommità e uno sperone roccioso di tipo "fiammeggiante", come se ne trovano nelle opere di Mantegna; in questo caso inoltre lo sfondo è animato dalla Deposizione dalla Croce, che avviene sulla sinistra tra i due ladroni ancora appesi.
La scena principale mostra il Cristo sofferente ed espressivo nell'accentuazione anatomica dei muscoli in tensione e nei rivoli di sangue che copiosi scendono dalle ferite. Ai suoi piedi sta una folla intonata a diverse emozioni: Maria svenuta e sostenuta da due delle Pie Donne, san Giovanni costernato che incrocia teatralmente le mani arrovesciate, sant'Antonio Abate che guarda la croce con sconcerto abbracciandola e un'altra donna che appare stanca e incredula.
La faccia posteriore mostra i due santi che, assorti nella lettura di un libro, torreggiano sui minuscoli confratelli inginocchiati in basso, con le loro tipiche tonache bianche incappucciate. La severa iconicità e la meticolosa esibizione degli attributi iconografici (il bastone di Antonio, la zampa tagliata e il ferro di Eligio) appaiono quanto mai "retrò" a Cinquecento avviato, così come le proporzioni gerarchiche dei committenti rispetto ai santi, che fanno dello stendardo di Sansepolcro un esempio di arcaismo nostalgico, tutto sommato felice grazie a vari spunti poetici dati dalla cura del dettaglio.